# Araeognatha externa
Araeognatha externa là một loài bướm đêm trong họ Noctuidae.